# Hallenborg
Hallenborg är ett efternamn buret av flera släkter, bland annat en svensk adelssläkt som tidigare hette Hallenberg. 150 personer i Sverige har efternamnet Hallenborg (2009). Av dessa tillhör endast ett fåtal den adliga ätten.

## Personer med efternamnet Hallenborg
- Carl Hallenborg (militär) (1865–1934), överste, hovstallmästare
- Carl Arvid Hallenborg (1737–1803), hovrättspresident och godsägare
- Johan Fredrik Hallenborg (1854–1925), agronom och lantbruksförfattare
- Magnus Hallenborg (1828–1892), godsägare, riksdagsman
- Nils Hugo Hallenborg (1919–1989), industriman

## Adelssläkten
Tidigaste kände stamfader är Per Simonsson (död 1691), som var skattebonde i Oxebo, Hallingebergs socken, innan han anställdes av Vendela Hammarsköld som landbofogde och av henne fick Lilla Figgehult i Misterhult socken. Hans hustru Ingela Svensdotter var syster till Johan Heller som adlades Hellenstierna. Deras far Sven Svensson i Immermåla hade också varit landbofogde hos Hammarsköld.
Per Simonssons son, häradshövdingen i Oxie, Skytts och Vemmenhögs domsaga, Sven Hallenberg, förvärvade säteriet Rydsgårds gods år 1715, och adlades år 1720 med namnet Hallenborg. Ätten introducerades samma år på Riddarhuset som nr 1 736. Sven Hallenberg var gift med Maria Pontin, en dotter till biskopen Magnus Pontin och Helena Strömsköld. Deras döttrar gifte sig Lagercreutz och med brukspatronen Johan Wilhelm Petré. Den ende sonen, Carl Hallenborg, var landshövding och gift 1734-12-08 med Eva Charlotta Palmcreutz, född 1713-03-28, död 1772-05-19 på Rydsgård, dotter av krigsrådet Peter Malmberg, adlad Palmcreutz, och Christina Balck.
En av deras söner, Karl Arvid Hallenborg, upphöjdes till kommendörsätt, men slöt barnlös själv den släktgrenen. En brorson till honom, Carl Johan Hallenborg, köpte Svaneholms slott samtidigt som han ägde Rydsgård, som fortsatte att vara i släktens ägo fram till 1906.
En medlem av ätten, Carl Arvid Magnus Hallenborg[källa behövs], utvandrade efter deltagande i grekisk-turkiska kriget 1897 till Amerika där han blev en framstående publicist.

### Kända personer inom adelsätten
- Carl Arvid Hallenborg (1737–1803)
- Magnus Hallenborg (1828–1892)
- Carl Axel Hallenborg (1865–1934)
- Eva Hallenborg Ehrensvärd (1864–1947)